# Demokratická alternativa
Demokratická alternativa (maltsky Alternattiva Demokratika), někdy označovaná jako Demokratická alternativa – Strana zelených,  je zelená politická strana na Maltě. Strana byla původně založena koalicí bývalých členů Labouristické strany a ekologických aktivistů v roce 1989. Dne 1. srpna 2020 strana oznámila plán sloučení s Demokratickou stranou a vytvoření nové strany s názvem Demokratická alternativa/Demokratická strana.

## Média
V 90. letech vlastnila strana vlastní novinovou publikaci Alternattiva, jejímž šéfredaktorem byl od roku 1989 do roku 1991 Harry Vassallo, a vlastní rozhlasovou stanici Capital Radio.

## Volební výsledky
| Rok  | Předseda strany   | %    | Počet křesel | Vláda                   |
| ---- | ----------------- | ---- | ------------ | ----------------------- |
| 1992 | Wenzu Mintoff     | 1,7% | 0/65         | Mimoparlamentní opozice |
| 1996 | Wenzu Mintoff     | 1,5% | 0/69         | Mimoparlamentní opozice |
| 1998 | Wenzu Mintoff     | 1,2% | 0/65         | Mimoparlamentní opozice |
| 2003 | Harry Vassallo    | 0,7% | 0/65         | Mimoparlamentní opozice |
| 2008 | Harry Vassallo    | 1,3% | 0/69         | Mimoparlamentní opozice |
| 2013 | Michael Briguglio | 1,8% | 0/69         | Mimoparlamentní opozice |
| 2017 | Michael Briguglio | 0,8% | 0/67         | Mimoparlamentní opozice |